# ماكسويل رالف جاكوبس
ماكسويل رالف جاكوبس (بالإنجليزية: Maxwell Ralph Jacobs)‏ هو عالم نبات أسترالي، ولد في 25 فبراير 1905، وتوفي في 9 أكتوبر 1979.